# 45 minuter
45 minuter var ett svenskt tv-program och reportageserie som från 2003 till 2006 gick på TV3 med Renée Nyberg som programledare. I programmet togs det upp olika ämnen, ofta samhällsgranskande, och Nyberg gör intervjuer med olika människor.
I ett av avsnitten intervjuade Renée Nyberg Joachim Posener.